# Вильнёв де Жанти, Жозеф
Жозеф Вильнёв де Жанти (фр. Joseph Villeneuve de Janti; 21 июня 1868 — 7 июня 1944) — французский энтомолог, специализировавшийся на двукрылых (диптеролог). 

## Биография
Член Энтомологического общества Франции. Работал в Институте Пастера и Национальном музее естественной истории в Париже. Имел ряд государственных наград.

## Научная деятельность
Описал множеству таксонов, внёс существенный вклад в медицинскую энтомологию. Специализировался на систематике нескольких семейств двукрылых, в том числе Calliphoridae, Sarcophagidae, Tachinidae и Rhinophorinae. 